# Vertreterversammlung
Die Vertreterversammlung vertritt die Mitglieder einer Organisation.

## Genossenschaften
Die Vertreterversammlung ist nach der General- oder Vollversammlung aller Mitglieder das wichtigste Organ einer Genossenschaft.
Sie darf gebildet werden, sobald die Anzahl der Mitglieder einer Genossenschaft 1500 überschreitet und die Satzung dies vorsieht (§ 43a des Genossenschaftsgesetzes). Sie ersetzt dann die Generalversammlung.
Die Vertreterversammlung entscheidet, wie sonst die Generalversammlung, z. B. über die Gewinnverwendung der Genossenschaft, die Besetzung des Aufsichtsrates oder über wichtige Änderungen.

## Berufsgenossenschaften
Die wesentlichen Entscheidungen in Berufsgenossenschaften werden durch paritätisch mit Arbeitgeber- und Versichertenvertreter besetzte Gremien, den Vorstand und die Vertreterversammlung getroffen.

## Sozialversicherungsträger (Deutschland)
Das höchste Entscheidungsgremium der Sozialversicherungsträger in Deutschland ist die Vertreterversammlung.

## Kassen(zahn)ärztliche Vereinigungen
Das höchste Entscheidungsgremium der Kassenärztlichen Vereinigungen (KV), Kassenzahnärztlichen Vereinigungen (KZV), Kassenärztlichen Bundesvereinigung (KBV) und der Kassenzahnärztlichen Bundesvereinigung (KZBV), allesamt Körperschaften des öffentlichen Rechts,  ist die Vertreterversammlung.